# Elaptus
Elaptus is een kevergeslacht uit de familie van de boktorren (Cerambycidae). De wetenschappelijke naam van het geslacht werd voor het eerst geldig gepubliceerd in 1867 door Pascoe.

## Soorten
Elaptus omvat de volgende soorten:
- Elaptus brevicornis Pascoe, 1875
- Elaptus prionoides (Pascoe, 1875)
- Elaptus dimidiatus (White, 1853)
- Elaptus pilosicollis Wilson, 1923
- Elaptus simulator Pascoe, 1867